# Friedrichsthal (Bleicherode)

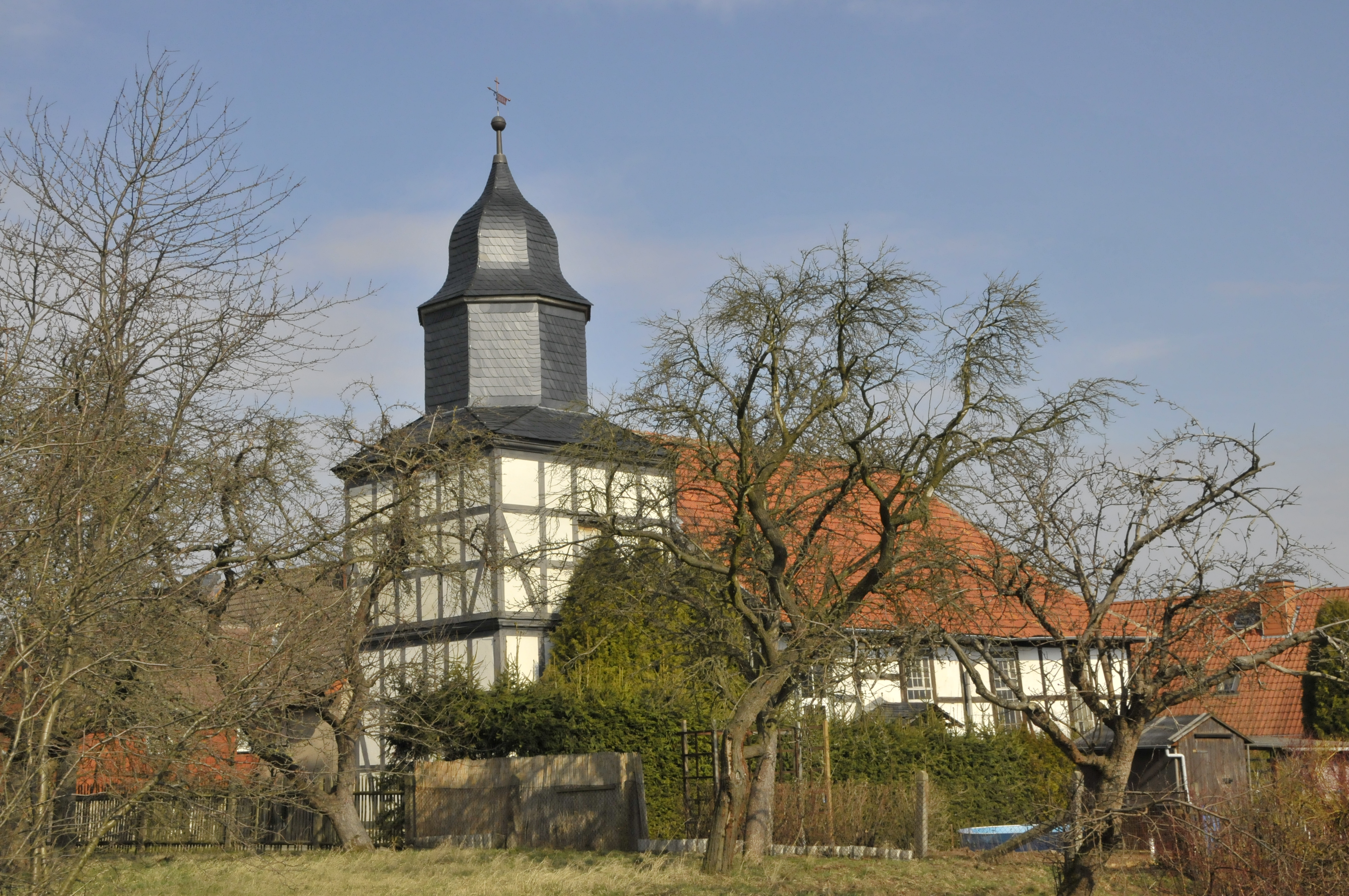
Kirche in Friedrichsthal (OT Gratzungen)

Friedrichsthal ist ein Ortsteil der Stadt und Landgemeinde Bleicherode im Landkreis Nordhausen, im Norden des Freistaates Thüringen gelegen. Er besteht aus den Ortslagen Bliedungen, Gratzungen und Königsthal.

## Geografie
Die Gemeinde Friedrichsthal lag im westlichen Teil des Landkreises Nordhausen, etwa zehn Kilometer nördlich der Stadt Bleicherode. Das Gemeindegebiet erstreckte sich entlang des Sattels zwischen den beiden Flusstälern der Helme im Norden und der Bode im Süden, die beide nach Osten hin öffnen. Durch die Gemarkung selbst fließt der Bliedebach, ein Zufluss der Helme. Die Ortschaften der Gemeinde reihen sich von einem linken Seitental der Helme ausgehend, nach Süden aufsteigend aneinander. Die Erhebungen der näheren Umgebung Friedrichsthals erreichen Höhen über 300 m ü. NHN (Himbeerberg: 328,8 m, Stacksberg: 304 m). Westlich und südlich der Gemeinde befinden sich Reste eines früher zusammenhängenden Mischwaldes.
Friedrichsthal grenzte zuletzt an folgende Gemeinden (im Uhrzeigersinn, von Norden beginnend): Hohenstein, Werther, Etzelsrode, Kehmstedt und Lipprechterode.

## Geschichte
Die Gemeinde Friedrichsthal entstand am 1. Juli 1950 durch die Fusion der bisher eigenständigen Gemeinden Bliedungen und Gratzungen. Der Name neugebildeten Gemeinde wurde einem gleichnamigen Gutshof in Bliedungen entlehnt.
Älteste Ortschaft der Gemeinde war Bliedungen, die in einer Schenkungsurkunde des Jahres 970 erwähnt wurde. Darin wird der Ort als Villa Blidungen in pago Helmogow bezeichnet. Bliedungen fiel später durch Schenkung an das Domstift Nordhausen.
Für Gratzungen findet sich der älteste bekannte Nachweis in einer Urkunde, aus der hervorgeht, dass der Erzbischof Konrad von Mainz 1184 dem Kloster Walkenried eine Leibeigene mit ihren Kindern überließ und im Gegenzug eine Hufe Land in Grazingen erhielt.
Die Kirche im Ortsteil Gratzungen entstand 1755 anstelle einer kleineren, abgerissenen Kirche.
Seit 1994 hatte Friedrichsthal einen Teil der Verwaltungsaufgaben als beauftragende Gemeinde an die Stadt Bleicherode (Erfüllende Gemeinde) übertragen. Von 1997 bis 1999 wurden mehrere Bauvorhaben im Rahmen des Dorferneuerungsprogrammes des Landes Thüringen realisiert.
Der zum Ortsteil Bliedungen gehörende Weiler Fronderode wechselte zum 13. Februar 2015 zur Gemeinde Werther. Weiterhin gehörte die Kleinsiedlung Königsthal zur Gemeinde.
Am 1. Januar 2019 schlossen sich die Gemeinden Friedrichsthal, Etzelsrode, Kleinbodungen, Kraja, Hainrode, Nohra, Wipperdorf und Wolkramshausen sowie die Stadt Bleicherode zur neuen Stadt und Landgemeinde Bleicherode zusammen. Bereits zuvor war Bleicherode erfüllende Gemeinde für die Gemeinde Friedrichsthal.

## Politik
(Ortsteil)Bürgermeisterin ist seit 2006 Franka Hitzing (FDP). Sie wurde zuletzt 2024 mit 93 Prozent der Stimmen als Ortsteilbürgermeisterin bestätigt.

## Verkehr
Durch den Ortsteil führt die L 1034, die eine Verbindung zwischen der B 243 (Gemeinde Hohenstein, Mackenrode) und der ehemaligen B 80 (Gemeinde Wipperdorf) herstellt. In Bleicherode besteht ein Autobahnanschluss (A 38 Göttingen-Leipzig) sowie ein Bahnhof (Bleicherode-Ost) an der Strecke Halle-Kassel.

## Sehenswürdigkeiten
Die Dorfkirche in Friedrichsthal ist eine Fachwerkkirche. Nachdem sie zwischenzeitlich wegen Baufälligkeit gesperrt war, wurde sie seit 2003 schrittweise saniert, erhielt einen neuen Turmhelm und eine neue Turmbekrönung. Die Sanierung erfolgte in Eigenleistung des Kirchengemeindeverbandes und von Bürgern des Ortes. Am 27. Oktober 2013 wurde die Kirche wieder eingeweiht.

## Söhne und Töchter des Ortes
- Johann Gottfried Hoche (1762–1836), Theologe und Historiker
- Werner Liebmann (* 1951 in Königsthal), Maler, Grafiker und Hochschullehrer